# Almaty
Almaty (kasakhisk: Алматы; indtil 1991 kendt som Alma-Ata, kasakhisk: Верный, tr. Vernyj) er administrativt center i Almaty oblast, og med sine 2.228.675(2024) indbyggere, den folkerigeste by i Kasakhstan.
Fra 1929 var byen hovedstad i Kasakhiske SSR. Efter Sovjetunionens opløsning i 1991, blev byen hovedstad i den selvstændige republik Kasakhstan. I 1998 blev hovedstaden flyttet til Astana.
Navnet "Almaty" kan oversættes til "stedet med æbler", Alma-Ata betyder "Æblets fader". Æbler menes at stamme fra regionen.
Byen er et vigtigt knudepunkt på den Turkestan-Sibiriske jernbane.
Medeo er en berømt skøjte- og bandybane udenfor byen.